# Gallimathias musicum

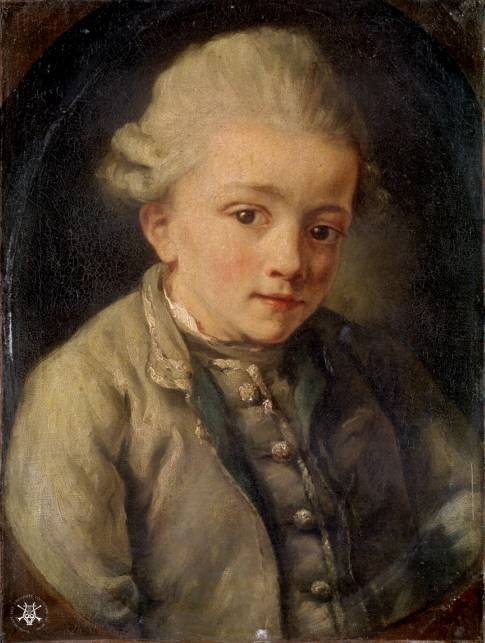
Retrat de Wolfgang Amadeus Mozart (c. 1763).

Galimathias musicum en re major, K. 32, és un quòdlibet compost el març de 1766 per Wolfgang Amadeus Mozart durant el seu Gran Viatge Europeu. Va ser estrenat a La Haia el dia 11 de març de 1766. Una performance típica d'aquesta peça dura vint minuts.

## Instrumentació i estructura
Es tracta d'una obra per a cordes, dues trompes, dos oboès, fagot i clavicèmbal constituïda per disset moviments:
1. Molto Allegro
2. Andante en Re menor
3. Allegro
4. Pastorella En Sol major
5. Allegro
6. Allegretto en La major
7. Allegro
8. Molto adagio en Sol major
9. Allegro en Do major
10. Largo en Re menor
11. Allegro
12. Andante en Fa major
13. Allegro en Mi bemoll major
14. Menuet En Fa major
15. Adagio En Re menor
16. Presto
17. Fugue En Fa major